# Handley Page Jetstream
Хэндли Пейдж HP.137 «Джетстрим» (англ. Handley Page HP.137 Jetstream) — лёгкий двухмоторный турбовинтовой пассажирский самолёт, разработанный и производившийся британской авиастроительной компанией «Хэндли Пейдж». После прекращения существования компании «Хэндли Пейдж» производился авиастроительной корпорацией «Бритиш аэроспейс» под обозначением Джетстрим 31 (англ. BAe Jetstream 31). «Бритиш аэроспейс» так же производила версию с удлиненным фюзеляжем BAe Jetstream 41

## Модификации
Jetstream Mk1
Jetstream 200
Jetstream 3M — улучшенный вариант для ВВС США
C-10A — военное обозначение для ВВС США. В серию не пошёл.
Riley Jetstream — несколько переделанных ранних версий с другими двигателями.
Jetstream T.1 — версия для ВВС Великобритании
Jetstream T.2  — улучшенная версия T.1
Century III — версия, оборудованная двигателями Honeywell TPE331

## Эксплуатация

### Гражданские операторы
Аргентина
- Aero VIP

 Ливия
- Buraq Air

 Колумбия
- ADA
- SARPA
- Vertical de Aviación

 Дания
- Newair

 Германия
- Bavaria Fluggesellschaft

 США
- Air Illinois
- Air US
- Apollo Airways (Pacific Coast Airlines)
- Big Sky Airlines
- Dorado Wings
- Cal-State Air Lines
- JetAire Airlines
- Interstate Airlines
- Sierra Pacific Airlines
- South Central Air Transport
- Sun Airlines
- Texas Star Airways
- Western Air Stages
- Zia Airlines

## Лётно-технические характеристики
Источник данных: 

Технические характеристики
- Экипаж: 2
- Пассажировместимость: 18
- Длина: 14,36 м
- Размах крыла: 15,85 м
- Высота: 5,32 м
- Площадь крыла: 25,08 м²
- Профиль крыла: N.A.C.A. 63A418 корень крыла, N.A.C.A. 63A412 законцовки
- Масса пустого: 3 560 кг
- Максимальная взлётная масса: 5 657 кг
- Масса топлива во внутренних баках: 6 900 л
- Силовая установка: 2 × ТВД Turbomeca Astazou XVI
- Мощность двигателей: 2 × 840 л.с. (2 × 626 кВт)

Лётные характеристики
- Максимальная скорость: 550 км/ч
- Крейсерская скорость: 480 км/ч
- Практическая дальность: 1 970 км
- Практический потолок: 9 200 м
- Нагрузка на крыло: 225,6 кг/м²

## Аварии и катастрофы
За время эксплуатации было потеряно 5 самолётов. При этом погибли 26 человек (включая 2 на борту Cessna 206).
| Дата       | Бортовой номер | Место           | Жертвы  | Краткое описание                |
| ---------- | -------------- | --------------- | ------- | ------------------------------- |
| 29.09.1969 | G-AXEL         | Норфолк         | 0/3     | Жёсткая посадка.                |
| 06.03.1970 | D-INAH         | Санкт-Мориц     | 11/11   | Разбился при заходе на посадку. |
| 01.11.1974 | XX477          | Глостершир      | 0/2     | Выкатился за пределы ВПП.       |
| 17.04.1981 | N11360         | Форт-Коллинс    | 2+13/13 | Столкнулся с Cessna 206.        |
| 08.05.1989 | XX489          | остров Портленд | 2/2     | Разбился из-за ошибки экипажа.  |